# Banja Stijena
Banja Stijena, también Banj Stijena, Ban Stijena (refiriéndose al título medieval), o Mračna Pećina (traducido acantilado de Bath o cueva Oscura), como se conoce localmente, es una cueva en Bosnia y Herzegovina situada en el cañón del río Prača. La cueva cuenta con un extenso sistema de canales de unos 2000 metros de longitud. Es rico en varios tipos de características de cuevas. Se mencionó por primera vez a principios del siglo XX cuando se construyó un ferrocarril a través del cañón. El acceso a la cueva fue minado durante la guerra de Bosnia.
La cueva de Banja Stijena es una reserva geológica especial.